# WTA Austrian Open
Il WTA Austrian Open è stato un torneo femminile di tennis che si è disputato in Austria dal 1968 al 2004. Nell'era open 6 località hanno ospitato l'evento: Pörtschach nel 1968 e nel 1999; Kitzbühel dal 1969 al 1977, dal 1979 al 1983 e dal 1990 al 1993; Vienna nel 1978 e dal 2001 al 2004; Bregenz dal 1985 al 1986; Maria Lankowitz dal 1994 al 1998 e Klagenfurt nel 2000. La superficie usata è stata la terra rossa.

## Montepremi
| Anno      | Montepremi (US$) |
| --------- | ---------------- |
| 1968–1977 | Non disponibile  |
| 1978      | 75 000 $         |
| 1979      | 35 000 $         |
| 1980–1983 | 50 000 $         |
| 1984      | Non disputato    |
| 1985–1986 | 50 000 $         |
| 1987–1989 | Non disputato    |
| 1990      | 100 000 $        |
| 1991–1993 | 150 000 $        |
| 1994      | 100 000 $        |
| 1995–1998 | 107 500 $        |
| 1999      | 112 500 $        |
| 2000–2004 | 170 000 $        |

## Albo d'oro

### Singolare (era open)
| Anno        | Località        | Campionessa              | Finalista                       | Punteggio                    |
| ----------- | --------------- | ------------------------ | ------------------------------- | ---------------------------- |
| 1968        | Pörtschach      | Winnie Shaw              | Elena Subirats                  | 6–1, 7–5                     |
| 1969        | Kitzbühel       | Judy Tegart              | Pat Walkden                     | 8–6, 6–2                     |
| 1970        | Kitzbühel       | Helga Niessen            | Evonne Goolagong                | 7–5, 6–3                     |
| 1971        | Kitzbühel       | Billie Jean King         | Laura Rossouw                   | 6–2, 4–6, 7–5                |
| 1972        | Kitzbühel       | Katja Ebbinghaus         | Marijke Schaar                  | 7–5, 6–3                     |
| 1973        | Kitzbühel       |                          | Evonne Goolagong Ol'ga Morozova | Non completato               |
| 1974        | Kitzbühel       | Miroslava Koželuhová     | Mima Jaušovec                   | 6–3, 6–0                     |
| 1975        | Kitzbühel       | Sue Barker               | Pam Teeguarden                  | 6–4, 6–4                     |
| 1976        | Kitzbühel       | Wendy Turnbull           | Virginia Ruzici                 | 6–4, 5–7, 6–2                |
| 1977        | Kitzbühel       | Renáta Tomanová          | Katja Ebbinghaus                | 6–3, 7–5                     |
| 1978        | Kitzbühel       | Virginia Ruzici (1)      | Sylvia Hanika                   | 6–4, 6–3                     |
| 1979        | Kitzbühel       | Hana Mandlíková          | Sylvia Hanika                   | 2–6, 7–5, 6–3                |
| 1980        | Kitzbühel       | Virginia Ruzici (2)      | Hana Mandlíková                 | 3–6, 6–1 (ritiro Mandlíková) |
| 1981        | Kitzbühel       | Claudia Kohde Kilsch (1) | Sylvia Hanika                   | 7–5, 7–6                     |
| 1982        | Kitzbühel       | Virginia Ruzici (3)      | Lea Plchová                     | 6–2, 6–2                     |
| 1983        | Kitzbühel       | Pascale Paradis          | Petra Huber                     | 3–6, 6–3, 6–2                |
| 1984        | Non disputato   | Non disputato            | Non disputato                   | Non disputato                |
| 1985        | Bregenz         | Virginia Ruzici (4)      | Mima Jaušovec                   | 6–2, 6–3                     |
| 1986        | Bregenz         | Sandra Cecchini          | Mariana Pérez-Roldán            | 6–4, 6–0                     |
| 1987 - 1989 | Non disputato   | Non disputato            | Non disputato                   | Non disputato                |
| 1990        | Kitzbühel       | Claudia Kohde Kilsch (2) | Rachel McQuillan                | 7–6, 6–4                     |
| 1991        | Kitzbühel       | Conchita Martínez (1)    | Judith Wiesner                  | 6–1, 2–6, 6–3                |
| 1992        | Kitzbühel       | Conchita Martínez (2)    | Manuela Maleeva-Fragnière       | 6–0, 3–6, 6–2                |
| 1993        | Kitzbühel       | Anke Huber (1)           | Judith Wiesner                  | 6–4, 6–1                     |
| 1994        | Maria Lankowitz | Anke Huber (2)           | Judith Wiesner                  | 6–3, 6–3                     |
| 1995        | Maria Lankowitz | Judith Wiesner           | Ruxandra Dragomir               | 7–6, 6–3                     |
| 1996        | Maria Lankowitz | Barbara Paulus           | Sandra Cecchini                 | Walkover                     |
| 1997        | Maria Lankowitz | Barbara Schett (1)       | Henrieta Nagyová                | 3–6, 6–2, 6–3                |
| 1998        | Maria Lankowitz | Patty Schnyder           | Gala León García                | 6–2, 4–6, 6–3                |
| 1999        | Pörtschach      | Karina Habšudová         | Silvija Talaja                  | 2–6, 6–4, 6–4                |
| 2000        | Klagenfurt      | Barbara Schett (2)       | Patty Schnyder                  | 5–7, 6–4, 6–4                |
| 2001        | Vienna          | Iroda Tulyaganova        | Patty Schnyder                  | 6–3, 6–2                     |
| 2002        | Vienna          | Anna Smashnova (1)       | Iroda Tulyaganova               | 6–4, 6–1                     |
| 2003        | Vienna          | Paola Suárez             | Karolina Šprem                  | 7–6(0), 2–6, 6–4             |
| 2004        | Vienna          | Anna Smashnova (2)       | Alicia Molik                    | 6–2, 3–6, 6–2                |

### Doppio
| Anno       | Località        | Campionesse                              | Finaliste                              | Punteggio       |
| ---------- | --------------- | ---------------------------------------- | -------------------------------------- | --------------- |
| 1968       | Pörtschach      |                                          |                                        | Non disponibile |
| 1969       | Kitzbühel       | Judy Tegart Pat Walkden                  | Marianne Brummer Anita Van Deventer    | 6–0, 6–3        |
| 1970       | Kitzbühel       | Brenda Kirk Annette Van Zyl              | Helga Niessen Winnie Shaw              | 6–4, 6–3        |
| 1971       | Kitzbühel       | Rosemary Casals Billie Jean King         | Helga Niessen Heide Orth               | 6–2, 6–4        |
| 1972       | Kitzbühel       | Katja Ebbinghaus Heide Orth              | Mandy Morgan Lucia Sarno               | 6–0, 6–1        |
| 1973       | Kitzbühel       | Aleksandra Ivanova Ol'ga Morozova        | Evonne Goolagong Janet Young           | 2–6, 6–4, 6–2   |
| 1974       | Kitzbühel       | Beatrix Klein Éva Szabó                  | Ana Maria Pinto Bravo Iris Riedel-Kuhn | 6–1, 6–4        |
| 1975       | Kitzbühel       | Sue Barker Pam Teeguarden                | Fiorella Bonicelli Raquel Giscafré     | 6–4, 6–3        |
| 1976       | Kitzbühel       | Helena Anliot Mimi Wikstedt              | Katja Ebbinghaus Heidi Eisterlehner    | 6–4, 2–6, 7–5   |
| 1977       | Kitzbühel       | Helen Gourlay-Cawley Rayni Fox           | Lesley Charles Jackie Fayter           | 6–1, 6–4        |
| 1978       | Kitzbühel       | Virginia Ruzici (1) Renáta Tomanová      | Regina Maršíková Florența Mihai        | 7–5, 6–2        |
| 1979       | Kitzbühel       | Helena Anliot Diane Evers                | Virginia Ruzici Elly Vessies           | 6–0, 6–4        |
| 1980       | Kitzbühel       | Claudia Kohde Kilsch (1) Eva Pfaff (1)   | Renáta Tomanová Hana Mandlíková        | Walkover        |
| 1981       | Kitzbühel       | Claudia Kohde Kilsch (2) Eva Pfaff (2)   | Elizabeth Little Yvonne Vermaak        | 6–4, 6–3        |
| 1982       | Kitzbühel       | Yvona Brzáková Kateřina Skronská         | Jill Patterson Courtney Lord           | 6–1, 7–5        |
| 1983       | Kitzbühel       | Chris Newton Pam Whytcross               | Nathalie Herreman Pascale Paradis      | 2–6, 6–4, 7–6   |
| 1984       | Non disputato   | Non disputato                            | Non disputato                          | Non disputato   |
| 1985       | Bregenz         | Mima Jaušovec Virginia Ruzici (2)        | Andrea Holíková Kateřina Skronská      | 6–2, 6–3        |
| 1986       | Bregenz         | Petra Huber Petra Keppeler               | Sabrina Goleš Tine Scheuer-Larsen      | 6–2, 6–4        |
| 1987- 1989 | Non disputato   | Non disputato                            | Non disputato                          | Non disputato   |
| 1990       | Kitzbühel       | Petra Langrová Radka Zrubáková           | Sandra Cecchini Patricia Tarabini      | 6–0, 6–4        |
| 1991       | Kitzbühel       | Bettina Fulco Nicole Muns-Jagerman       | Sandra Cecchini Patricia Tarabini      | 7–5, 6–4        |
| 1992       | Kitzbühel       | Florencia Labat Alexia Dechaume-Balleret | Amanda Coetzer Wiltrud Probst          | 6–3, 6–3        |
| 1993       | Kitzbühel       | Li Fang Dominique Monami                 | Maja Murić Pavlina Rajzlova            | 6–2, 6–1        |
| 1994       | Maria Lankowitz | Sandra Cecchini Patricia Tarabini (1)    | Alexandra Fusai Karina Habšudová       | 7–5, 7–5        |
| 1995       | Maria Lankowitz | Silvia Farina (1) Andrea Temesvári       | Alexandra Fusai Wiltrud Probst         | 6–2, 6–2        |
| 1996       | Maria Lankowitz | Janette Husárová Natalija Medvedjeva     | Lenka Cenková Kateřina Sisková         | 6–4, 7–5        |
| 1997       | Maria Lankowitz | Eva Melicharová Helena Vildová           | Radka Bobková Wiltrud Probst           | 6–2, 6–2        |
| 1998       | Maria Lankowitz | Laura Montalvo (1) Paola Suárez (1)      | Tina Križan Katarina Srebotnik         | 6–1, 6–2        |
| 1999       | Pörtschach      | Silvia Farina Elia (2) Karina Habšudová  | Olga Lugina Laura Montalvo             | 6–4, 6–4        |
| 2000       | Klagenfurt      | Laura Montalvo (2) Paola Suárez (2)      | Barbara Schett Patty Schnyder          | 7–6(5), 6–1     |
| 2001       | Vienna          | Paola Suárez (3) Patricia Tarabini (2)   | Vanessa Henke Lenka Němečková          | 6–4, 6–2        |
| 2002       | Vienna          | Petra Mandula Patricia Wartusch          | Barbara Schwartz Jasmin Wöhr           | 6–2, 6–4        |
| 2003       | Vienna          | Li Ting Tiantian Sun                     | Yan Zi Zheng Jie                       | 6–3, 6–4        |
| 2004       | Vienna          | Martina Navrátilová Lisa Raymond         | Cara Black Rennae Stubbs               | 6–2, 7–5        |